# کیم انگلیش
کیم انگلیش (انگلیسی: Kim English؛ زادهٔ ۲۴ سپتامبر ۱۹۸۸) بازیکن بسکتبال اهل ایالات متحده آمریکا است.
از باشگاه‌هایی که در آن بازی کرده‌است می‌توان به دیترویت پیستونز اشاره کرد.